# Grand Prix Féminin de Chambéry
Il Grand Prix Féminin de Chambéry è una corsa in linea femminile di ciclismo su strada che si tiene ogni aprile intorno a Chambéry, in Francia. Dal 2021 è inserita nel Calendario internazionale femminile UCI, prima come gara di classe 1.2, dal 2022 in poi come gara di classe 1.1.

## Albo d'oro
Aggiornato all'edizione 2023.
| Anno | Vincitrice                                   | Seconda                                      | Terza                                        |
| ---- | -------------------------------------------- | -------------------------------------------- | -------------------------------------------- |
| 2003 | Sophie Creux                                 | Jeannie Longo                                | Virginie Moinard                             |
| 2004 | Melissa Holt                                 | Jeannie Longo                                | Marina Jaunatre                              |
| 2005 | Sophie Creux                                 | Fanny Riberot                                | Alna Burato                                  |
| 2006 | Magali Mocquery                              | Sophie Creux                                 | Sylvie Riedle                                |
| 2007 | Magali Mocquery                              | Fanny Riberot                                | Maaris Meier                                 |
| 2008 | Sophie Creux                                 | Modesta Vžesniauskaitė                       | Anna Zugno                                   |
| 2009 | Modesta Vžesniauskaitė                       | Noemi Cantele                                | Nicole Brändli                               |
| 2010 | Sophie Creux                                 | Edwige Pitel                                 | Martina Růžičková                            |
| 2011 | Sophie Creux                                 | Élodie Lollierou                             | Edwige Pitel                                 |
| 2012 | Alexia Muffat                                | Élodie Lollierou                             | Béatrice Thomas                              |
| 2013 | Nicole Hanselmann                            | Steffi Jamoneau                              | Élodie Lollierou                             |
| 2014 | Amélie Rivat                                 | Sophie Creux                                 | Marion Sicot                                 |
| 2015 | Manon Souyris                                | Amélie Rivat                                 | Soraya Paladin                               |
| 2016 | Marjolaine Bazin                             | Juliette Labous                              | Daniela Reis                                 |
| 2017 | Anabelle Dreville                            | Séverine Eraud                               | Ophélie Fenart                               |
| 2018 | Manon Souyris                                | Nguyễn Thị Thật                              | Évita Muzic                                  |
| 2019 | Katia Ragusa                                 | Teniel Campbell                              | Marie Gielen                                 |
| 2020 | annullato a causa della pandemia di COVID-19 | annullato a causa della pandemia di COVID-19 | annullato a causa della pandemia di COVID-19 |
| 2021 | Gladys Verhulst                              | Giorgia Bariani                              | Debora Silvestri                             |
| 2022 | Brodie Chapman                               | Victorie Guilman                             | Cristina Tonetti                             |
| 2023 | Victorie Guilman                             | Erica Magnaldi                               | Évita Muzic                                  |

## Vittorie per paese
Aggiornato all'edizione 2023.
| Pos | Paese         | Vittorie |
| --- | ------------- | -------- |
| 1   | Francia       | 15       |
| 2   | Australia     | 1        |
| 2   | Italia        | 1        |
| 2   | Lituania      | 1        |
| 2   | Nuova Zelanda | 1        |
| 2   | Svizzera      | 1        |